# Jan Páleníček
Jan Páleníček (* 11. února 1957, Praha) je český violoncellista, zakladatel a vedoucí novodobého Smetanova tria. Pochází z hudební rodiny, je synem profesora Akademie múzických umění v Praze Josefa Páleníčka, klavíristy, skladatele, hudebního pedagoga a zakladatele původního Smetanova tria.

## Studium a umělecké zrání
Jako syn výkonného hudebníka přicházel od dětství s vážnou hudbou každodenně do kontaktu. Postupně se učil hrát na housle a klavír, nakonec zakotvil u violoncella. Měl štěstí na dobré učitele, po vystudování Pražské konzervatoře se o jeho umělecký růst starali na Akademii múzických umění v Praze profesor Alexander Večtomov a legendární profesor Miloš Sádlo, oba prvotřídní violoncelloví sólisté. Interpretaci komorní hudby studoval ve třídě hudebního pedagoga Josefa Vlacha, mj. primária Vlachova kvarteta. 
Jeho dovednost mu již v mládí vynesla několik ocenění laureáta na mezinárodních soutěžích, jako jsou Concertino Praga, Beethovenův Hradec v Hradci u Opavy, soutěž Otakara Ševčíka v Písku nebo Mezinárodní soutěž instrumentalistů v německém Markneukirchenu.
Jan Páleníček v roce 1984, založil ARS trio, ve kterém s ním hráli původně na housle Dana Vlachová a klavír jeho bratr Zdeněk Páleníček, kterého brzy nahradil klavírista Martin Ballý. Pedagogicky a umělecky byli mladým umělcům i nadále nápomocni Josef Páleníček a Josef Vlach.
Setkání s francouzským violoncellistou Paulem Tortelierem (1914 – 1990)  bylo vrcholem období Páleníčkova uměleckého zrání.
ARS trio po odchodu Martina Ballého v roce 1992 převzalo staronový název České trio, který již předtím od roku 1945 užívalo původní Smetanovo trio, založené v roce 1934 jeho otcem Josefem Páleníčkem.

## Současnost
Jan Páleníček je přední český sólista a komorní hráč na violoncello, nositel rodinné hudební tradice, jeho otec byl klavírista a hudební skladatel Josef Páleníček, zakladatel Smetanova tria.
Jako sólista spolupracuje s předními českými i zahraničními orchestry: např.  Symfonický orchestr FOK, SOČR, Janáčkova filharmonie Ostrava, Festivalový orchestr Lugano (Švýcarsko), Sukův komorní orchestr, Filharmonie Hradec Králové, Komorní filharmonie Pardubice, Filharmonie Monte Carlo, Státní filharmonie Brno, Moravská filharmonie Olomouc, Filharmonie Bohuslava Martinů – Zlín, Bamberští symfonikové (SRN), Pražská komorní filharmonie, KwaZulu-Natal Philharmonic-Durban (Jihoafrická republika) a další.
Koncertní cesty ho zavedly do mnoha zemí Evropy, ale i Ameriky, Afriky a do Japonska.
Je členem Smetanova tria spolu s houslistkou Markétou Janouškovou a klavíristkou Jitkou Čechovou, která je také jeho partnerkou při sólových recitálech. Se Smetanovým triem získal několikrát prestižní ocenění BBC MUSIC MAGAZINE AWARDS a DIAPASON D’OR (mezinárodní ceny za nejlepší světovou nahrávku CD v oblasti komorní hudby).
Jako pedagog působil řadu let na Pražské konzervatoři a na Akademii múzických umění v Praze.
Natočil více než dvě desítky CD pro české i zahraniční gramofonové společnosti, z nichž k vrcholům patří nahrávka Dvořákova Koncertu h moll a Čajkovského Rokokových variací. Z komorní oblasti se mezinárodního uznání dostalo nahrávkám kompletního díla Sergeje Rachmaninova, Johannesa Brahmse a Bohuslava Martinů.
Jan Páleníček se stal hlavním dramaturgem Českých kulturních slavností, cyklu hudebních festivalů pod záštitou Ministerstva kultury. Pro posilu při jejich řízení zřídil i uměleckou agenturu Triart management, která je taktéž nápomocná při organizování koncertních vystoupení kvalitních hráčů vážné hudby.

## Diskografie

### Nahrávky Smetanova (CD)
- Antonín Dvořák: Klavírní trio f moll, op. 65, Peter Breiner: Sonáta ostinata, housle – Hana Kotková (CD Lotos 2002),
- Antonín Dvořák: Klavírní trio f moll, op. 65, Klavírní trio Dumky, op. 90, Bedřich Smetana: Klavírní trio g moll, op. 15 (CD Triart 2004),
- Bedřich Smetana: Klavírní trio g moll, op. 15, Vítězslav Novák: Klavírní trio c moll, op. 2, Josef Suk: Elegie pro housle, violoncello a klavír op. 23, Klavírní trio d moll, Quasi una ballata, op. 27 (CD Supraphon 2005),
- Antonín Dvořák: Klavírní trio Dumky, op. 90, Klavírní trio č. 3 f moll, op. 65 (CD Supraphon 2006),
- Antonín Dvořák: Klavírní trio B dur, op. 21, Zdeněk Fibich: Klavírní trio f moll, Bohuslav Martinů: Klavírní trio č. 2 d moll (CD Supraphon 2007),
- Antonín Dvořák: Klavírní trio a moll, op. 50, Petr Iljič Čajkovskij: Klavírní trio g moll, op. 26 (CD Supraphon 2008),
- Felix Mendelssohn-Bartholdy: Klavírní trio č. 1 d moll, op. 49, Franz Schubert: Klavírní trio Es dur, op. 100 (CD Supraphon 2010)
- Johannes Brahms - Kompletní klavírní tria (Supraphon 2012)
- Ravel, Šostakovič - Kompletní klavírní tria (Supraphon 2014)
- Bohuslav Martinů - Kompletní klavírní tria (Supraphon 2016)

### Nahrávky Dua Jan Páleníček a Jitka Čechová
- Sergej Rachmaninov: Sonáta pro klavír a violoncello g moll op. 19, Vocalise for cello and piano, Two pieces for cello and piano, klavír – Jitka Čechová (CD Lotos 2002),
- Bohuslav Martinů: Sonáta č. 2, Sonáta č. 3, Variations on a slovak folk song, Variations on a theme of Rossini, klavír – Jitka Čechová (CD Cube Bohemia 2007),
- Johannes Brahms: Sonáta pro klavír a violoncello č. 1 e moll op. 38, Sonáta pro klavír a violoncello č. 2 F dur op. 99, klavír – Jitka Čechová (CD Cube Bohemia 2007),
- Ludwig van Beethoven: Sonáta pro klavír a violoncello g moll č. 2 op. 5, Sonáta pro klavír a violoncello A dur č. 3 op. 69, Variace pro klavír a violoncello F dur op. 66, klavír – Jitka Čechová (CD Triart Recording 2010)

### Nahrávky s orchestrem
- Čajkovskij, Dvořák, Haydn - Roccoco Variations, Rondo, Concerto in D major (Cube Bohemia)
- Antonín Dvořák: Koncert pro violoncello b moll, op. 104, Silent woods pro violoncello a orchestr, op. 68, Rondo g moll pro violoncello a orchestr, op. 94, Moravská filharmonie Olomouc (CD Cube Bohemia 2004),
- Joh. Brahms: Dvojkoncert a moll, op. 102 pro housle, violoncello a orchestr (CD TRIART Recording)

## Repertoár
Ve svém sólovém programu, v duetu s klavírem (Jitka Čechová) nebo při vystoupení s orchestrem má Jan Páleníček ve svém repertoáru skladby mj. těchto autorů:
Antonín Dvořák, Leoš Janáček, Bohuslav Martinů, Josef Suk, Jan Václav Hugo Voříšek, Johann Sebastian Bach, Ludwig van Beethoven, Ernest Bloch, Luigi Boccherini, Johannes Brahms, Jean Baptiste Breval, Max Bruch, Edward Elgar, Petr Iljič Čajkovskij, Claude Debussy, Gabriel Fauré, Enrique Granados, Georg Friedrich Händel, Joseph Haydn, Fryderyk Chopin, Dmitrij Borisovič Kabalevskij, Zoltán Kodály, Joaquin Maria Nin-Culmell, Josef Páleníček, David Popper, Maurice Ravel, Camille Saint-Saëns, Franz Schubert, Robert Schumann, Giovanni Valentini, Antonio Vivaldi. 

## Zajímavost
Jan Páleníček hraje na unikátní violoncello, které v roce 1829 zhotovil francouzský mistr Francois Delanoy.